# محمد عبد الرحيم الحنبلي
محمد عبد الرحيم الحنبلي (1975-2003) قائد عسكري ومقاوم فلسطيني، من مواليد مدينة نابلس المحتلة، وأحد المهندسين الأوائل لكتائب عز الدين القسام «الجناح العسكري لحماس» ومن أبرز مهندسي المتفجرات وهو معروف بلقب المهندس رقم (5). والده الدكتور عبد الرحيم الحنبلي مدير دائرة البيطرة في محافظة نابلس ورئيس للجنة أموال الزكاة في المدينة. التحق بجامعة النجاح عام 1995 ودرس فيها الهندسة الصناعية.

## نشأته
التحق بشباب المساجد منذ صغره، والتحق بصفوف حركة المقاومة الإسلامية "حماس" في أوان مبكِّر من حياته كأحد أشبالها. ثم في الجامعة.

## نشاطه في الجامعة
انضم إلى أسرة جامعة النجاح حتى كان محرِّك الأطر الطلابي لحماس «الكتلة الإسلامية»، ثم أميراً لها، يشرف على عددٍ كبير من النشاطات، ومسؤولاً عن الكثير من المتابعات، وأصبح محمد عضواً في مجلس الطلبة في العام 1997، وأعيد انتخابه في العام 1998 ليكون سكرتيراً لمجلس الطلبة للمرة الثانية. وبعد عام انتُخب محمد الحنبلي رئيساً للمؤتمر العام لمجلس اتحاد الطلبة، الذي كان يرأسه الشهيد قيس عدوان.

## في سجون السلطة (حركة فتح)
اُعتقِل لدى أجهزة السلطة الفلسطينية التابعة لحركة فتح، ولوحق منهم عدة مرات، خلال سنين التنسيق الأمني الأولى في نهاية التسعينات بين فتح وإسرائيل. وخاصة بعد اتفاقية أوسلو.

## نشاطه العسكري
انضم لصفوف الجناح كتائب القسام قبيل انتفاضة الأقصى الأولى، وبالتحديد في الفترة التي أعقبت فشل مفاوضات كامب ديفيد عام 2000، في الفترة التي بدأت بها حماس بترميم جهازها العسكري بعد تلقيه الضربات من أجهزة السلطة الفلسطينية، وشهدت تلك الفترة اعتقال آخر رمز للكتائب في الضفة الغربية محمود أبو هنود خلال اشتباك قتل فيه ثلاثة من الجنود الصهاينة منضما إلى عشرات من معتقلي حماس في سجون السلطة الفلسطينية في نابلس، وبدأ محمد نشاطه العسكري بتقديم خدمات لوجستية للخلايا الجديدة العاملة.
ثم تدرج لاحقاً في صفوف القسام، ثم قاد كتائب القسام بمدينة نابلس في اجتياح شهر نيسان للبلدة القديمة، ثم في عام 2002 م غدا قائد الكتائب في محافظات شمال الضفة المحتلة. مما اضطر جيش الاحتلال الصهيوني لتجنيد عشرات العملاء للوصول إلى محمد والقضاء عليه.

## قالوا عنه وأشادوا به
- كلما ذكر اسم محمد الحنبلي في مجلسه، كان يقول مبتسماً:

 .
- أشاد به وتوقع يوسف السوركجي-القائد السري لكتائب القسام في الضفة الغربية في تلك الفترة- مستقبلا مميزاً لمحمد في حياته الجهادية والعمل العسكري.

## اغتياله
قُتِل فجر يوم الجمعة 8 رجب 1424هـ؛ في اشتباك مسلح لساعات مع جنود الاحتلال الصهاينة في حي المخفية غربيّ مدينة نابلس، وخلال أكثر من عشر ساعات، حاول الاحتلال دفع الحنبلي على الاستسلام، فطلب من العائلات إخلاء المبنى، ثم أدخل مالك البناء القائد القسامي الشهيد جعفر المصري دون أن يعلم أنه قائد في كتائب القسام، الذي استشهد لاحقاً بتاريخ 26/6/2004 م ليخبر الشهيد محمد الحنبلي بضرورة الاستسلام، لكنه رفض ذلك، وأصر على المواجهة حتى الشهادة، فكان له ما أراد. ونتج الاشتباك عن مصرع ضابط وجندي صهيونيين وإصابة 4 آخرين على الأقل حسب اعتراف الجيش الإسرائيلي مما دفع بهم لنسف بناية مكونة من سبعة طوابق بما فيها من ممتلكات ومقتنيات تاركين عشرات العائلات الفلسطينية بلا مأوى.

## حجز الجثمان عدة سنوات
حجز جيش الإحتلال الإسرائيلي جثمان الشهيد الحنبلي نحو 11 سنة في «مقبرة الأرقام»، ثم إطلاقه في 2014 .

## الجنازة في 2014

### السلطة الفلسطينية تشن حملة اعتقالات قبل تشييعه
شن جهاز الأمن الوقائي التابع للسلطة وحركة فتح في مدينة نابلس شمال الضفة الغربية المحتلة فجر يوم الأربعاء 19-3-2014 حملة اعتقالات ودهم واسعة لمنازل بعض أبناء وأنصار حركة حماس، وذلك قبيل تشييع جثمان الحنبلي، في محاولة لضرب أي مظهر من مظاهر الحركة، في مراسم تشييع الشهيد. عمليات الدهم والاعتقال طالت العشرات، عرف منهم الأسير المحرر والمعتقل لسنوات لدى أجهزة السلطة عبد الحكيم قدح، وابن شقيقه واصف القدح، وذلك قبل عرسه بعدة أيام، وعنان قزيح، والطالب في جامعة النجاح حمزة بانا، وشقيقه أحمد بانا، وأحمد الحنجل، وخطاب أبو زعرور، وسامح أسمه، وضياء أسمه، وضياء أبو ظريفة. وكانت الأجهزة الأمنية نزعت شعار كتائب القسام وحركة حماس عن بوستر الشهيد محمد الحنبلي، والذي وضعه ذووه على الجثمان عند استلامه.

### السلطة الفلسطينية تعتدي على الجنازة
اعتدت الأجهزة الأمنية الفلسطينية في الضفة التابعة لحركة فتح على جنازة الحنبلي واعتقلت عدداً من المشاركين في الجنازة. واستنكرت حركة المقاومة الإسلامية حماس حملة الاعتقالات الشرسة التي شنّتها أجهزة أمن السلطة في نابلس قبل وأثناء وبعد مسيرة تشييع القائد الحنبلي.
وقالت الحركة في بيان لها، إنّ حجم هذه الاعتداءات والاعتقالات يؤكد بشكلٍ قاطعٍ على حالة الخوف التي يعيشها قادة الأجهزة الأمنية في الضفة. وأكدت أنّ خطة الأجهزة بإعاقة مراسم تشييع الشهيد الحنبلي بدأت منذ لحظة تسليمه، وتمثّل ذلك بقيام الأجهزة بتمزيق بوستر الشهيد، ثمّ تطورت في ساعات الليل المتأخرة لحملة اعتقالات طالت أكثر من عشرين من أنصار ونشطاء الحركة. وأن أجهزة السلطة أخرت تسليم الجثمان قرابة الساعة بقرار رسمي من محافظة نابلس إلى جانب قيام أمين سر حركة فتح ومرافقه بالتضييق والاعتداء على عناصر حركة حماس.
وكانت مصادر محلية وشهود عيان قد أكدت أن مرافق أمين سر حركة فتح أطلق النار من سلاحه الرشاش في الهواء لإرهاب المشيعين، فيما هاجمت قواتٌ من الأمن الوطني ومكافحة الشغب تجمع المنتظرين لاستلام الجثمان داخل أسوار مستشفى رفيديا، واعتدوا بالضرب على بعضهم.
وأدانت الحركة أيضاً إغلاق قوات من أجهزة السلطة الشارع الموصل لجامعة النجاح لمنع نقل جثمان الشهيد إلى الجامعة التي كان يدرس فيها، واعتقال العشرات من النشطاء أنصار الحركة وطلبة الجامعة أثناء وبعد انتهاء التشييع.
وطالبت حركة حماس بوقفة وطنية وشعبية تجاه هؤلاء الذين اعتدوا على مسيرات الشهداء، عوضاً عن تكريمهم.